# جلدية الورق
جلدية الورق (الاسم العلمي: Dermatophyllum)، هو جنس من ثلاثة أو أربعة أنواع من الشجيرات والأشجار الصغيرة تتبع فُصيلة الفولاوات من فصيلة البقولية. الجنس موطنه الأصلي في جنوب غرب أمريكا الشمالية من غرب تكساس إلى نيو مكسيكو وأريزونا في الولايات المتحدة، وجنوبًا عبر تشيواوا وكواويلا ونويفو ليون في شمال المكسيك.